# G인자 (심리학)

g인자(g factor)는 일반지능(general intelligence)을 가리키는데 이러한 일반지능을 구성하는 중간층이자 차상위층인 '유동성 지능(fluid intelligence, Gf)'과 '결정성 지능(crystallised intelligence, Gc)'에서 레이몬드 카텔(Raymond B. Cattell)이 처음으로 이러한 '유동성 지능'(Gf)과 '결정성 지능'(Gc)의 변별을 제안함으로서 g인자가 좀더 구체화되고 창의성같은 인지능력을 다룰 수 있는 길을 열었다. 찰스 스피어먼(Charles Spearman)의 '일반지능' 인자(因子)는 루이스 서스톤(Louis Leon Thurstone)의 1차 정신 능력 이론과 함께 이 아이디어의 초기단계로 여겨진다 그러나 루이스 서스톤(Louis Leon Thurstone)은 근본적인 지능의 기저로서의 g인자와는 다른 입장인 지능들의 그룹으로서 집합체와 같은 맥락으로 지능을 이해했다.

## GAI
웩슬러 성인지능검사(WAIS)에서 다루어지는바와 같이 WAIS의 일반능력지수(GAI,General Ability Index)는 전통적인 WAIS의 언어이해지표(VCI)와 지각추론지표(PRI)로만 구성 및 조합된다. 따라서 GAI에 작업기억지표(WMI)와 처리속도지표(PSI)가 조합된 WAIS의 전체영역지능지수(FSIQ)는 일반능력지수(GAI)가 FSIQ와는 독립된 지능으로 평가될수있다는점에서 지능이 또다른 지능을 전제로 생산성을 발휘할 수 있는 정신능력의 가능성을 보여준다고 한다면 지능은  데이비드 웩슬러가 정의한  '유목적적으로 행동하고, 합리적으로 사고하며 환경을 효과적으로 다루는 개인의 종합적 능력'이라는 맥락에서  창의성을 다룰수있게 된다.
한편 지능과 창의성의 연관관계에서 이 둘은 창의성이 지능을 전제로 하지만 지능이 창의성을 전제로 하기에는 부적합할 수 있다는 맥락에서 이들을 함께 다루는것보다는 서로 독립적인것으로 언급된바있다.

## 같이 보기
- 다중지능
- CHC이론
- 로버트 스턴버그